# 신의초등학교 평사분교
신의초등학교 평사분교는 대한민국 전라남도 신안군 신의면 고평사도리에 있었던 초등학교이다.

## 연혁
- 1946년 6월 10일 가사도국민학교 평사분교 개교
- 1967년 4월 1일 도서벽지학교 '을'급 지정
- 1968년 5월 1일 도서벽지학교 '갑'급 조정
- 1973년 3월 1일 도서벽지학교 '을'급 조정
- 1982년 3월 1일 도서벽지학교 '갑'급 조정
- 1983년 2월 15일 하의동국민학교 평사분교장 개편
- 1983년 3월 1일 신의국민학교 평사분교 개칭
- 1986년 1월 1일 도서벽지학교 '가'급 조정
- 1996년 3월 1일 신의초등학교 평사분교 개칭
- 1998년 3월 1일 폐교 및 신의초등학교 통폐합